# Fabio Villa Rodríguez
Fabio de Jesús Villa Rodríguez (Bogotá, 9 de diciembre de 1965) es un sociólogo y político colombiano. Fue dirigente nacional de la Juventud Revolucionaria de Colombia. Participó en el movimiento estudiantil por la Séptima papeleta, y fue el único estudiante elegido miembro de la Asamblea Nacional Constituyente por la Alianza Democrática M-19 en 1991. Se ha desempeñado, entre otros cargos, como concejal de Medellín, presidente y director ejecutivo de la Federación Nacional de Concejales y gerente de la Lotería de Bogotá. Es sociólogo de la Universidad de Antioquía, doctor en Sociología Jurídica. 

## Trayectoria
Exdirigente de la Juventud Revolucionaria de Colombia, organización juvenil del Partido Comunista de Colombia - Marxista Leninista. Le marcó especialmente el asesinato de su mentor Oscar William Calvo en 1985, portavoz del Ejército Popular de Liberación durante el gobierno de Belisario Betancur. Fue decisivo para deslindarse con la violencia en todas sus formas. A partir de allí comencé a debatir en mi Partido y en mi organización de jóvenes el deslinde con la lucha armada, con la cual teníamos una vinculación umbilical, explica.
Cursó sociología en la Universidad Nacional de Colombia en Bogotá fue allí cuando en 1990-91 fue uno de los líderes del movimiento estudiantil por la Séptima papeleta, y único estudiante elegido miembro de la Asamblea Nacional Constituyente por la Alianza Democrática M-19 en 1991. En 1990, cuando me encontré con el movimiento estudiantil en una asamblea de la U Javeriana y desde allí cambió mi vida del todo. Pasé del activismo de izquierda marginal a un activismo político con posibilidad de incidir en cambios reales para el país, que finalmente se concretó en mi participación en la Asamblea Nacional Constituyente explicó recordando su trayectoria.
Villa simbolizó la convergencia de la tradición estudiantil 'revolucionaria' de las universidades públicas con un movimiento reformista 'burgués' surgido de las universidades privadas, abanderado por el joven profesor javeriano Fernando Carrillo, también constituyente. De la Constituyente pasó al Concejo de Medellín, donde permaneció por dos períodos entre los años 1992 y 1998 a nombre de la AD M-19,  y alcanzó a presidir la corporación de Medellín, actuó como Presidente y Director Ejecutivo de la Federación Nacional de Concejales y trabajó en la administración del alcalde de Bogotá Luis Eduardo Garzón (2004 a 2007) como gerente de la Lotería de Bogotá.
En 2010 fue candidato al Senado de la República por el Partido Verde y luego trabajó en el Departamento de la Prosperidad Social, el DPS, en los programas sociales del primer periodo del presidente Juan Manuel Santos. En 2015 ocupó el puesto número 8 al Concejo de Medellín de diversas tendencias presenta en la lista del Partido Alianza Verde.
Villa es Sociólogo de la Universidad de Antioquia, Doctor en Sociología Jurídica.